# Araneus boreus
Araneus boreus är en spindelart som beskrevs av Toshio Uyemura och Takeo Yaginuma 1972. Araneus boreus ingår i släktet Araneus och familjen hjulspindlar. Inga underarter finns listade i Catalogue of Life.